# 克拉斯诺达尔足球俱乐部
克拉斯诺达尔足球俱乐部（FC Krasnodar）俄罗斯足球俱乐部，位于克拉斯诺达尔，现为俄罗斯足球超级联赛球队。
2008赛季，俱乐部在取得第三级联赛乙级联赛南区第三名后升入第二级联赛的俄罗斯足球甲级联赛。2009赛季，球队首次参加乙级联赛，取得了第10名。2010赛季，球队取得了联赛第五名，但顶替因债务问题而解散的莫斯科州土星而幸运的首度晋级俄罗斯足球顶级联赛。 
2020年9月30日，在2020-2021赛季欧冠联赛附加赛次回合上，俄超联赛球队克拉斯诺达尔客场2:1击败希腊的塞萨洛尼基队，总比分4:2淘汰对手，进入欧冠正赛。
俱乐部主席是俄罗斯Magnit超市的共同拥有人，俄罗斯零售业大王谢尔盖·加利茨基。